# ジョアンナ・ナタセガラ
ジョアンナ・ナタセガラ（Joanna Natasegara）は、イギリスの映画監督、プロデューサーである。製作した『ヴィルンガ』（2014年）によりアカデミー賞長編ドキュメンタリー映画賞にノミネートされ、『ホワイト・ヘルメット -シリアの民間防衛隊-』（2016年）により短編ドキュメンタリー映画賞を受賞した。2作共にオーランド・ヴォン・アインシーデルの監督映画である。彼女は他に世界の指導者に焦点を当てたドキュメンタリー映画シリーズ『The Price of Kings』も監督している。

## 主なフィルモグラフィ
- The Price of Kings: Oscar Arias (2012) 監督・製作
- The Price of Kings: Shimon Peres (2012) 監督・脚本・製作
- The Price of Kings: Yasser Arafat (2012) 監督・脚本・製作
- ヴィルンガ（英語版） Virunga (2014) 製作
- ホワイト・ヘルメット -シリアの民間防衛隊- The White Helmets (2016) 製作